# Latirhinus
Latirhinus uitstlani
Genre
Espèce
Latirhinus (« large nez du sud ») est un genre éteint de dinosaures Hadrosauridae des Saurolophini qui a vécu il y a environ 72 Ma, pendant la période du Crétacé, dans le Campanien, de l'actuelle Amérique du Nord. Latirhinus est caractérisé par un os nasal sensiblement arqué et de grandes ouvertures nasales, ce qui lui donne une apparence similaire aux Kritosaurini Kritosaurus et Gryposaurus.  Le type et la seule espèce connue est Latirhinus uitstlani.

## Description

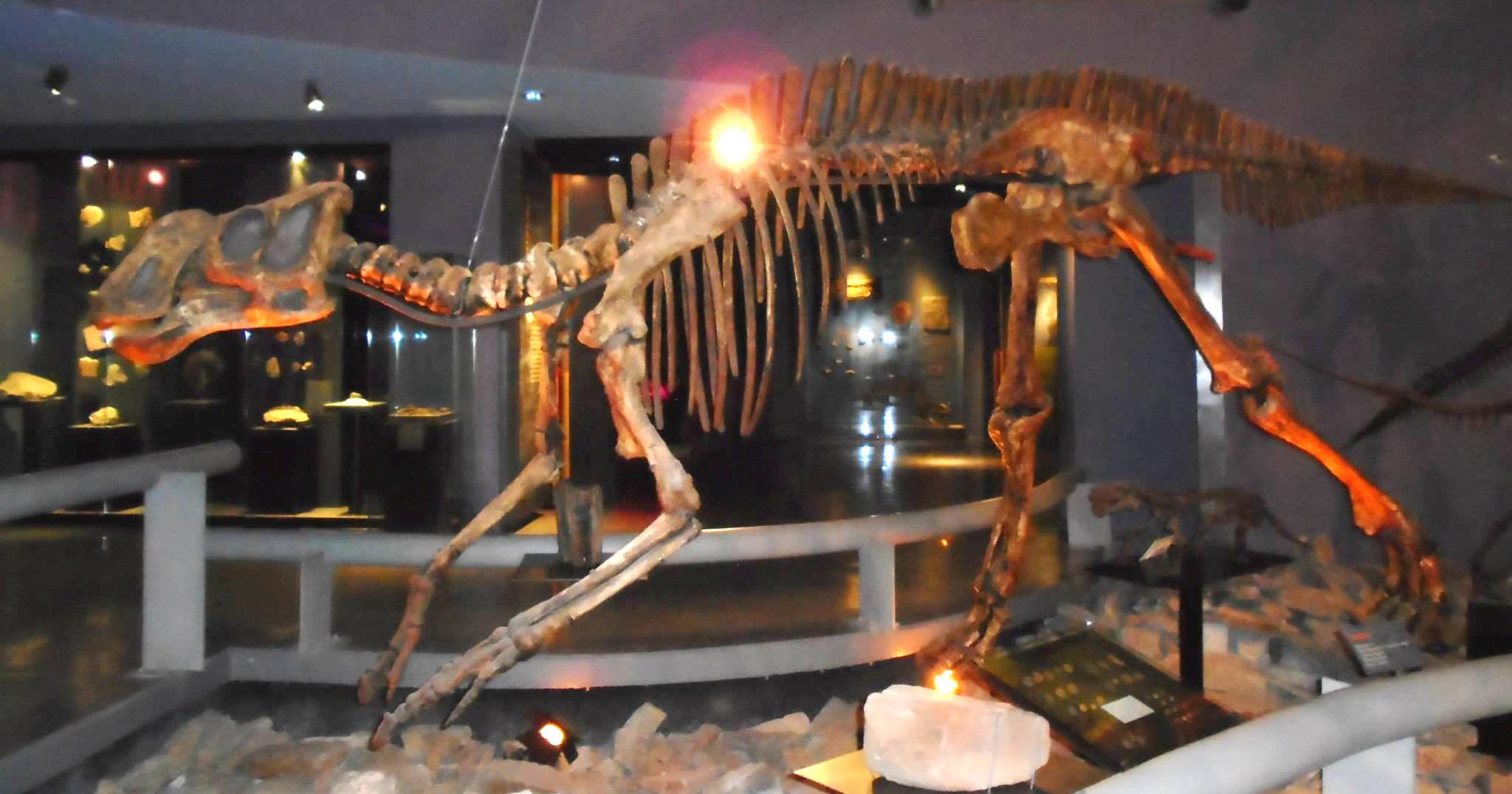
Reconstitution de Latirhinus dans le Pabellón 1 del Museo del Desierto à Saltillo, Coahuila.

Le spécimen holotype, IGM 6583, consiste en un squelette partiel comprenant un nasal droit partiel, dix vertèbres dorsales et quatorze vertèbres caudales, le coracoïde droit, l'omoplate gauche, les deux humérus et les ulna, les métacarpiens III et IV droits, l'apophyse péri-acétabulaire de l'ilion droit, le pédoncule iliaque de l'ischion droit, les deux fémurs, les tibias et les fibulas, l'astragale gauche, les métatarses III et IV droit et gauche, et plusieurs phalanges proximales du pied droit.
Latirhinus était probablement un Hadrosauridae grégaire, d'environ 6,8 m de long, avec un dos bas et un nez très large. Cependant, certains auteurs suggèrent qu'il s'agissait en fait d'un Lambeosauridae, plutôt que d'un Saurolophini comme initialement décrit, de sorte que la position phylogénétique de cet animal par rapport aux autres Hadrosauridae est encore incertaine,. La position phylogénétique de Latirhinus n'est toujours pas claire. Bien que retenu, depuis 2021 et l'étude de Ramirez Velasco et al., parmi la sous-famille des Lambeosaurinae.

## Découverte et recherche

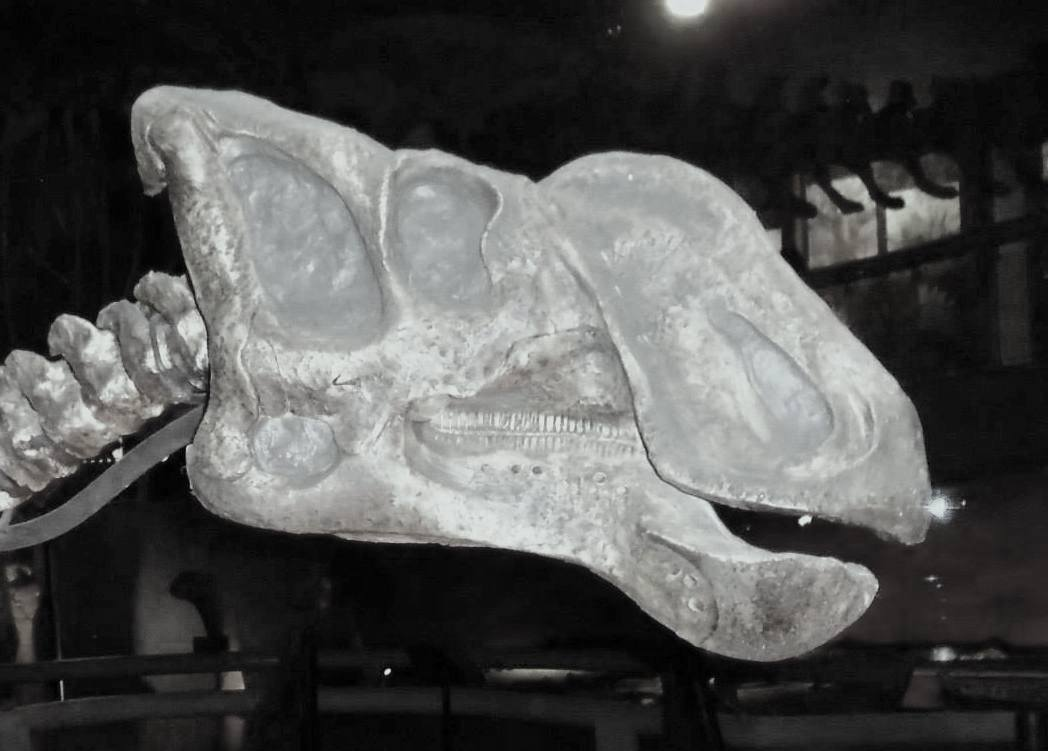
Crâne de Latirhinus.

Au cours des années 1980, une équipe de l'Institut géologique de l'UNAM, comprenant Shelton P. Applegate, René Hernández-Rivera, Espinosa-Arrubarrena, l'équipe du SEPC et quelques volontaires, a fouillé les restes d'un dinosaure près de la localité Presa de San Antonio, appartenant à la formation Cerro del Pueblo (es) dans le bassin de Parras, situé à Coahuila, au Mexique. Le spécimen a été trouvé par Don Ramón López. Il s'agissait d'un spécimen juvénile de 6 m de long, de 2,2 m de haut à la taille et d'un poids estimé à 3 tonnes, dont 65 % ont été récupérés. Il s'agissait du premier squelette de dinosaures du Mexique à être monté pour être exposé au public. Ce spécimen, bien qu'assez complet, n'avait pas de crâne, mais a été identifié comme étant le Saurolophini Kritosaurus sp. sur la base de comparaisons avec « Kritosaurus » incurvimanus, qui est maintenant considéré comme un synonyme ultérieur de Gryposaurus notabilis. En raison de son importance, le squelette a reçu le nom informel de « Isauria » et est exposé au Museo del Instituto de Geología de la UNAM, à Universum, au Museo Papalote de l'État d'Hidalgo, au Museo del Desierto et dans plusieurs parcs privés. Serrano-Brañas, en 2006, a identifié l'un des os collectés comme un nasal putatif, et avec le squelette appendiculaire, a fait référence au genre Gryposaurus dans sa thèse,.
L'espèce type, L. uitstlani, a été nommée en 2012, sur la base d'un squelette partiel, le spécimen holotype IGM 6583, trouvé dans des sédiments datant de l'âge Campanien de la formation Cerro del Pueblo, État de Coahuila, Mexique. Le nom de l'espèce, uitstlani, signifie « du sud » dans la langue nahuatl du Mexique, une référence au fait que cette espèce vivait dans la région méridionale du continent crétacé de Laramidia. L'espèce a été trouvée dans la région méridionale de Laramidia.

## Classification
À l'origine, L. utistlani n'était pas inclus dans un cladogramme dans l'article dans lequel il est décrit, bien qu'il ait été déterminé qu'il appartenait à la tribu des Saurolophini et qu'il appartenait peut-être à la tribu des Kritosaurini.
Par la suite, dans la description de Aquilarhinus palimentus, il est proposé qu'il s'agisse d'une espèce sœur de L. uitstlani formant un clade séparé des deux sous-familles de la famille Hadrosauridae, mais étant plus dérivé que les genres Hadrosaurus et Eotrachodon.

## Paléobiologie
Latirhinus était contemporain, dans la formation Cerro del Pueblo, des Hadrosauridae Velafrons et Kritosaurus, du Ceratopsidae Coahuilaceratops,  de l'Ornithomimosauria Paraxenisaurus ainsi que d'un genre éteint de tortue de mer Mexichelys. Depuis 2021 et l'étude de Ramirez Velasco et al., Latirhinus est classé dans la sous-famille des Lambeosaurinae,.